# Criss-Cross (Album)
Criss-Cross ist ein Album von Thelonious Monk. Die Aufnahmen, die im New Yorker Columbia Studio vom 25. bis 27. Februar und am 29. März 1963 entstanden waren, erschienen 1963 als Langspielplatte und in um drei Titel erweiterter Form 2003 als Compact Disc bei Columbia Records.

## Hintergrund
Dies war das zweite Album von Thelonious Monk für Columbia Records. Die meisten Titel wurden an drei aufeinander folgenden Nachmittagen vom 25. bis 27. Februar 1963 im 30th Street Studio, New York, aufgenommen. „Tea for Two“ entstand am 25. Februar, „Think of One“ am 26. Februar. Die restlichen Stücke „Tea for Two“ (ohne Charlie Rouse), „Criss-Cross“, „Eronel“ und „Don’t Blame Me“ (Klavier solo) entstanden am letzten Aufnahmetag im Februar. Eine zusätzliche Session wurde angesetzt, um das Album am 29. März zu füllen; sie brachte „Pannonica“ und „Crepuscule with Nellie“ hervor, aber „Pannonica“ wurde für dieses Album nicht verwendet und erst 1993 zu den ersten Neuauflagen auf CD hinzugefügt. Mit zwei Titeln, die bereits während der ersten Sessions für Columbia im November 1962 (Monk’s Dream) entstanden waren, wurde dieses Album endgültig vervollständigt, nämlich mit „Hackensack“ und „Rhythm-a-ning“.

## Titelliste

### Original-LP
- Thelonious Monk – Criss-Cross (Columbia – CL 2038)[1]

A1: Hackensack (Monk), 4:12

A2: Tea for Two (Irving Caesar, Vincent Youmans), 3:46

A3: Criss-Cross (Monk), 4:52

A4: Eronel (Monk), 4:29
B1: Rhythm-a-Ning (Monk), 3:53

B2: Don’t Blame Me (Dorothy Fields, Jimmy McHugh), 7:04

B3: Think of One (Monk), 5:17

B4: Crepuscule with Nellie (Monk), 2:45

### EP-Auskopplungen
- Thelonious Monk – Criss-Cross: Tea for Two, Criss-Cross, Hackensack, Don’t Blame Me (Columbia – 7-8838)[2]
- Thelonious Monk – Rhythm-a-Ning / Crepuscule with Nellie / Think of One (CBS – EP 6091, CBS – FEP 322)[3]

### Erweiterte CD-Edition

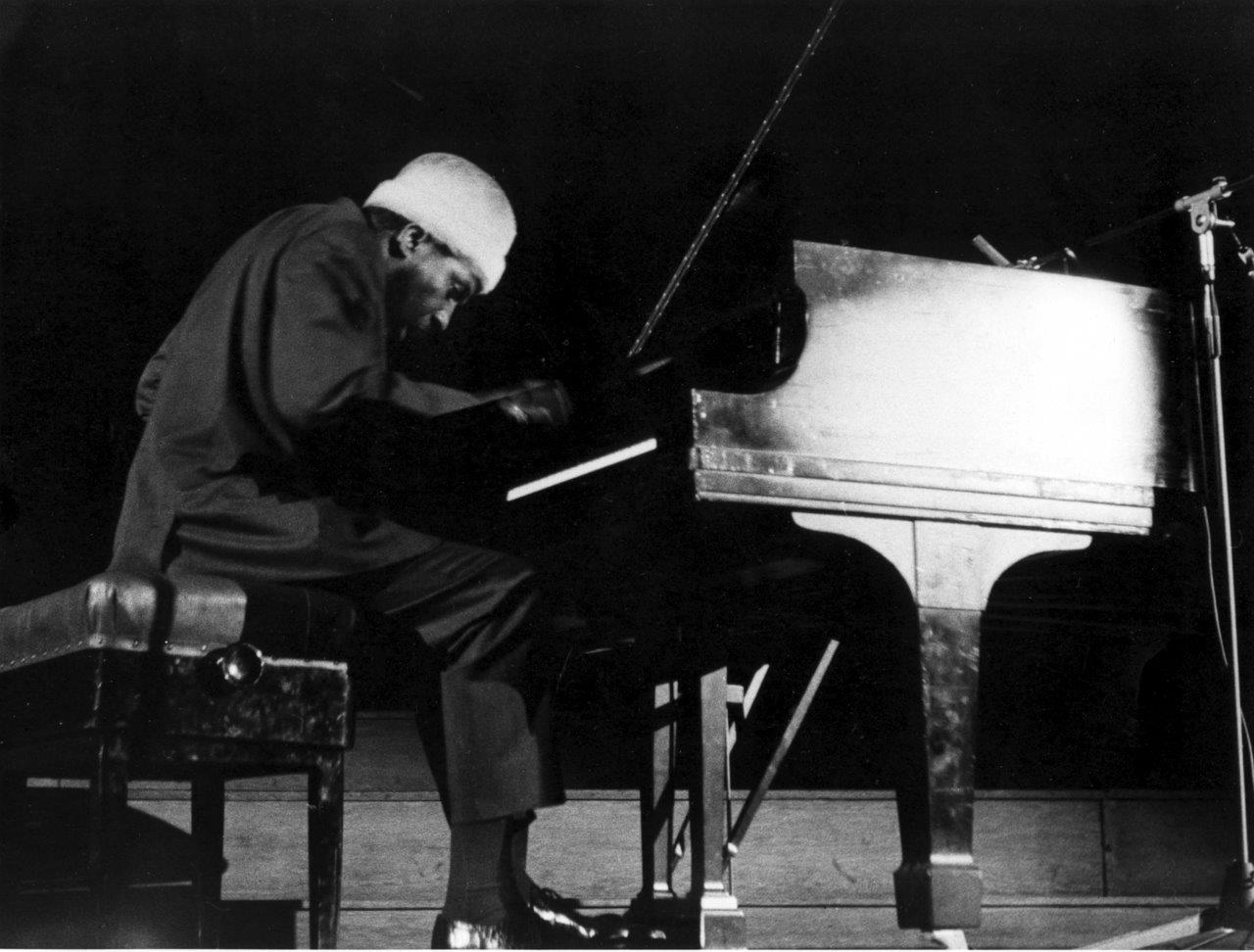
Thelonious Monk bei einem Konzert in Brüssel am 1. März 1964

- Thelonious Monk – Criss-Cross (Columbia – COL 513356 2, Legacy – 513356 2)[4]

1. Hackensack, 4:12
2. Tea for Two, 3:46
3. Criss Cross, 4:41
4. Eronel, 4:30
5. Rhythm-a-Ning, 3:53
6. Don’t Blame Me (Retake 1), 7:05
7. Think of One, 6:05
8. Crepuscule With Nellie, 2:46
9. Pannonica (Take 2), 6:45
10. Coming on the Hudson (Take 3), 7:31
11. Tea for Two (Take 9), 5:12
12. Eronel (Take 3), 5:59

## Rezeption
Lindsay Planer verlieh dem Album in Allmusic vier (von 5) Sterne und lobte: „Criss-Cross […] zeigt einige der besten Arbeiten, die Monk jemals mit seinem Trio und Quartett in den [19]60ern im Studio gemacht hat. Egal, ob man Pop-Standards überarbeitete oder Monks klassische Kompositionen neu erfand, Monk und Charlie Rouse (Tenorsaxophon), John Ore (Bass) und Frankie Dunlop (Schlagzeug) tauschen kraftvolle musikalische Ideen aus und sorgen für kraftvolle Soli auf der gesamten CD.“
Nach Ansicht von Thomas Fitterling entsprechen sich „die Stimmung der Musik und die Spiellaune der Band“ auf Criss-Cross und Monk’s Dream weitgehend. Es sei durchaus verständlich, dass der Pianist auf ältere Kompositionen zurückgriff und ihnen nun mit einer über das Major-Label Columbia verbessert zugänglichen Weltöffentlichkeit Gehör verschaffen will. Viele seiner alten Aufnahmen waren zu diesem Zeitpunkt vergriffen, schrieb der Autor, „und jetzt verfügt er über einen exakt auf seine Soundvorstellungen eingeschworemen Klangkörper.“